# Pius Bissek
Pius Bissek (né en 1945) est un entrepreneur camerounais connu pour son combat contre Nestlé.

## Biographie

### Enfance et débuts
Fils d’un ancien leader de l’Évolution sociale camerounaise (Esocam), Pius Bissek est un expert-comptable formé au lycée Leclerc de Yaoundé puis à l’université des sciences économiques de Lyon.

### Carrière
En 1981, Pius Bissek entre dans la fonction publique camerounaise comme directeur administratif et financier de l’Office national de commercialisation des produits de base (ONCPB). En 2003, il quitte l'ONCPB et devient entrepreneur. Riche de son expérience, il crée Codilait, la première entreprise de fabrication de lait concentré sucré au Cameroun.

## Combat contre Nestlé

### Origines
Nestlé se retrouve en difficulté à la suite de la dévaluation du franc CFA de 1994. Pour continuer à exporter au Cameroun, Nestlé doit baisser ses coûts. 
Après une concurrence féroce sur les prix des produits laitiers, Pius Bissek, alors PDG de Codilait ne comprend pas qu'en réduisant ses coûts, diminuant son personnel et fabricant localement, il se trouve à 1400 FCFA contre 1000 FCFA pour les produits importés par Nestlé. Il fait alors analyser les intrants des produits de Nestlé et des laboratoires étrangers confirment l'utilisation d'intrants végétaux. Une autre expertise de l'état camerounais confirme l'utilisation de produits laitiers végétaux en remplacement de produits laitiers d'origine animale. Ce qui fausse selon Bissek la concurrence et réduit fortement les coûts d'intrants et de douanes du concurrent Nestlé. 

### Procès
Il accuse Nestlé d'importer du lait à base d’huile de palme et de coco, faisant ainsi fausse concurrence. Il gagne son procès en juillet 2010. Nestlé est condamné à lui verser 1 million d'euros de réparation. Estimant son préjudice à 4,3 millions d'euros, il fait appel du jugement de première instance, mais la cour d'appel réduit le coût de dédommagement à 150 millions de F CFA (environ 100 000 euros) en septembre 2012. 
Pius Bissek relance la procédure judiciaire auprès de la Cour suprême du Cameroun.

### Jugement final
Pius Bissek gagne son procès contre Nestlé en juin 2017 au terme de 17 ans de marathon judiciaire. Nestlé est condamné à lui verser 517 millions de FCFA de dommages et intérêts, soit 223 millions de FCFA de moins que lors du jugement de première instance le 14 juillet 2010. Il est alors âgé de 72 ans et l'usine Codilait située dans la zone industrielle de Douala - Bassa est exsangue.